# Masque blanc
Albums de S.Pri Noir
État d'esprit
(2020)
Singles
1. Skywalker
Sortie : 31 mars 2017
2. Highlander
Sortie : 15 juin 2017
3. Baby Gyal
Sortie : 21 septembre 2017
4. Middle Finger
Sortie : 1 mars 2018
5. Fusée Ariane
Sortie : 4 avril 2018
6. Finesse
Sortie : 4 mai 2018
7. Juste pour voir
Sortie : 9 juillet 2018
8. Narco Poète
Sortie : 23 juillet 2018
9. Chico
Sortie : 12 septembre 2018
10. Papillon
Sortie : 12 octobre 2018
11. Mon Crew
Sortie : 26 juin 2019

Masque Blanc est le premier album du rappeur S.Pri Noir sorti le 11 mai 2018. Il contient des featurings avec Haute, Nekfeu, Némir, Viviane Chidid, Still Fresh.
Le titre de l'album fait référence au livre de Frantz Fanon Peau noire, masques blancs.

## Genèse
Le premier extrait Skywalker sort en mars 2017, suivi en juin par Highlander, puis par Baby Gyal. Le quatrième extrait de l'album est Middle Finger et est dévoilé en mars 2018. En avril 2018, il dévoile Fusée Ariane. Le 4 mai 2018, sort Finesse avec le groupe Haute, le sixième extrait de l'album avant sa sortie.
L'album sort le 11 mai 2018. En une semaine, l'album se vend à 6 128 exemplaires.
En juillet, il dévoile deux clips, Juste pour voir avec Nekfeu, et Narco Poète. Puis, les clips Chico, Papillon et Mon Crew avec Nemir.
Le 8 février 2019, l'album est certifié disque d'or neuf mois après sa sortie par le SNEP.

## Pistes
| 1.      | Nymeria                         | 3:09 |
| 2.      | Finesse (feat. Haute)           | 3:00 |
| 3.      | Papillon                        | 3:29 |
| 4.      | Higlander                       | 4:04 |
| 5.      | Middle Finger                   | 3:30 |
| 6.      | Michael Jackson                 | 2:25 |
| 7.      | Juste pour voir (feat. Nekfeu)  | 3:46 |
| 8.      | Mon Crew (feat. Némir)          | 3:12 |
| 9.      | Baby Gyal                       | 3:27 |
| 10.     | Chico                           | 3:14 |
| 11.     | Narco poète                     | 3:15 |
| 12.     | Podium                          | 3:42 |
| 13.     | Seck (feat. Viviane Chidid)     | 5:51 |
| 14.     | Skywalker                       | 3:33 |
| 15.     | Jujitsu                         | 3:25 |
| 16.     | Jeune voyou (feat. Still Fresh) | 4:13 |
| 17.     | La belle est la bête            | 4:17 |
| 18.     | Fusée Ariane                    | 3:34 |
| 19.     | Elle a                          | 3:37 |
| 20.     | Love                            | 2:57 |
| 21.     | Follow Me                       | 2:57 |
| 22.     | Gavaria                         | 3:41 |
| 1:18:00 |                                 |      |

## Titres certifiés en France
- Juste pour voir (feat. Nekfeu)  Diamant[18]
- Baby Gyal  Or[19]
- Chico Or[20]

## Clips vidéo
- 4 avril 2017 : Skywalker
- 15 juin 2017 : Highlander
- 21 septembre 2017 : Baby Gyal
- 1 mars 2018 : Middle Finger
- 25 avril 2018 : Fusée Ariane
- 11 mai 2018 : Finesse (feat. Haute)
- 9 juillet 2018 : Juste pour voir (feat. Nekfeu)
- 23 juillet 2018 : Narco Poète
- 12 septembre 2018 : Chico
- 12 octobre 2018 : Papillon
- 26 juin 2019 : Mon Crew (feat. Némir)

## Classements et certifications

### Classements hebdomadaires
| Classement (2018)            | Meilleure position |
| ---------------------------- | ------------------ |
| Belgique (Wallonie Ultratop) | 39                 |
| France (SNEP)                | 3                  |
| Suisse (Charts Romandie)     | 23                 |

### Certification
| Région                                                                                                 | Certification | Ventes/Streams |
| --- | ------------- | -------------- |
| France (SNEP)                                                                                          | Platine       | 100 000        |
| *Ventes selon la certification ^Mise en rayon selon la certification xNon précisé par la certification |               |                |